# Cortegaça (Mortágua)
Cortegaça is een plaats (freguesia) in de Portugese gemeente Mortágua en telt 468 inwoners (2001).